# Studio Gokumi
K.K. Studio Gokumi (jap. 株式会社Studio五組, Kabushiki-gaisha Studio Gokumi, engl. Studio gokumi Co., Ltd.) ist ein japanisches Animationsstudio.

## Geschichte
Studio Gokumi (wörtlich: „Gruppe 5“) wurde im Mai 2010 gegründet, nachdem die früheren Mitglieder von Gonzos Studio Nummer 5 das Unternehmen verlassen hatten. Diese Abteilung war unter anderem für die Anime-Serien Strike Witches und Saki verantwortlich gewesen.
Die erste Produktion des Studios war eine Adaption des Mangas Koe de Oshigoto! als Original Video Animation, die Ende 2010 erschien. Im Frühjahr 2011 erschien mit A Channel die erste Anime-Fernsehserie des Studios. Daneben übernahm das Studio auch die Produktion der weiteren Anime zu Saki.

## Produktionen

### Fernsehserien
- 2011: A Channel
- 2012: Kono Naka ni Hitori, Imōto ga Iru!
- 2012: Oda Nobuna no Yabō
- 2012: Saki: Achiga-hen episode of side-A
- 2013: Dansai Bunri no Crime Edge
- 2013: Kin’iro Mosaic
- 2014: Escha & Logy no Atelier – Tasogare no Sora no Renkinjutsushi
- 2014: Saki: Zenkoku-hen
- 2014: Yūki Yūna wa Yūsha de Aru
- 2015: Hello!! Kin’iro Mosaic
- 2015: Lance N’ Masques
- 2016: Kōkaku no Pandora
- 2017: Seiren
- 2018: Katana Maidens – Toji No Miko
- 2018: Ms. Koizumi Loves Ramen Noodles
- 2018: Ms. Vampire who Lives in my Neighborhood.
- 2019: Endro!

### Weitere Anime-Produktionen
- 2010: Koe de Oshigoto! (OVA)
- 2012: A Channel+smile (OVA)